# Вокервил (Монтана)
Вокервил (енгл. Walkerville) град је у америчкој савезној држави Монтана.

## Демографија
По попису из 2010. године број становника је 675, што је 39 (-5,5%) становника мање него 2000. године.
| Група             | 2000.       | 2010.       |
| Белци             | 657 (92,0%) | 614 (91,0%) |
| Афроамериканци    | 1 (0,1%)    | 1 (0,1%)    |
| Азијати           | 2 (0,3%)    | 4 (0,6%)    |
| Хиспаноамериканци | 23 (3,2%)   | 26 (3,9%)   |
| Укупно            | 714         | 675         |